# Arturo Fernández Vial
Raimundo Arturo Fernández Vial  (Santiago, 15 de marzo de 1858-ibídem, 6 de noviembre de 1931) fue un marino chileno, que se desempeñaba como guardiamarina de la corbeta Esmeralda cuando ocurrió el Combate naval de Iquique, el 21 de mayo de 1879. Participó en la Guerra del Pacífico y en la Guerra Civil de 1891.

## Biografía

### Primeros años
Fue hijo de José Fernández Labarca y Mercedes Vial Maturana. Con catorce años ingresó a la Escuela Militar, y en 1873 entró como aspirante a la Escuela Naval, siendo nombrado guardiamarina en julio de 1876 y embarcado en la corbeta O'Higgins.

### Guerra del Pacífico
A los veintiún años, el 21 de mayo de 1879, participó en el Combate naval de Iquique, naufragando con la corbeta Esmeralda y posteriormente fue tomado prisionero por marinos peruanos, siendo recluido primero en Iquique y luego en Tarma, hasta el 31 de diciembre de 1879, cuando fue canjeado por un prisionero de la cañonera Pilcomayo y regresó a Valparaíso. Por su participación en Iquique fue ascendido a Teniente Primero. En Valparaíso se embarcó en la cañonera Pilcomayo, ahora en poder de Chile.
En 1881, a bordo del monitor Huáscar, bajo control chileno y comandado por Carlos Condell de la Haza, participó en los bombardeos a El Callao y en los combates de Chorrillos y Miraflores. En 1884 fue ascendido al grado de Capitán de Corbeta y en 1885 es nombrado Comandante del transporte Angamos.

### Guerra civil de 1891
En 1889, fue enviado a Europa. para supervisar la construcción de los cazatorpedos Almirante Lynch y Almirante Condell. Una vez construidas, emprendieron su viaje a Chile a fines de 1890. En enero de ese año, el Almirante Lynch, que mandaba Fernández, llegó a Punta Arenas, donde supo de la Guerra Civil de 1891, y junto con el Comandante de la cañonera Pilcomayo, se pusieron a las órdenes del Congreso. Fue hecho prisionero, pero huyó a Montevideo y luego se unió al ejército constitucional. Embarcado en la fragata blindada Cochrane fue designado para mandar la Escuadra.
En 1895 fue nombrado agregado naval a la legación (hoy embajada) de Chile en Uruguay (Montevideo), como asimismo en Brasil (Río de Janeiro), hasta que fue nombrado Gobernador Marítimo de Valparaíso. En 1898 se le designa Director del Territorio Marítimo y miembro del Consejo Naval. Ascendió a Contraalmirante en 1899 y comandó la División de Evoluciones, con insignia en el acorazado "Capitán Prat".

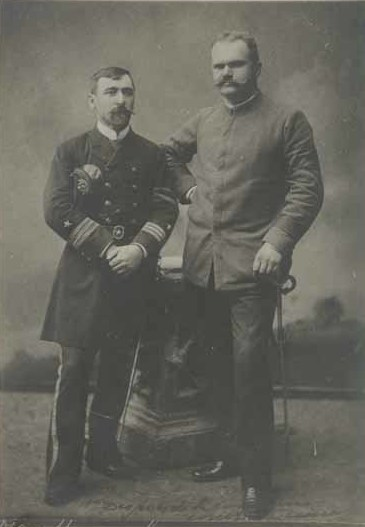
Fernández Vial junto a Emilio Körner, c. 1900.

### Huelga portuaria de Valparaíso de 1903

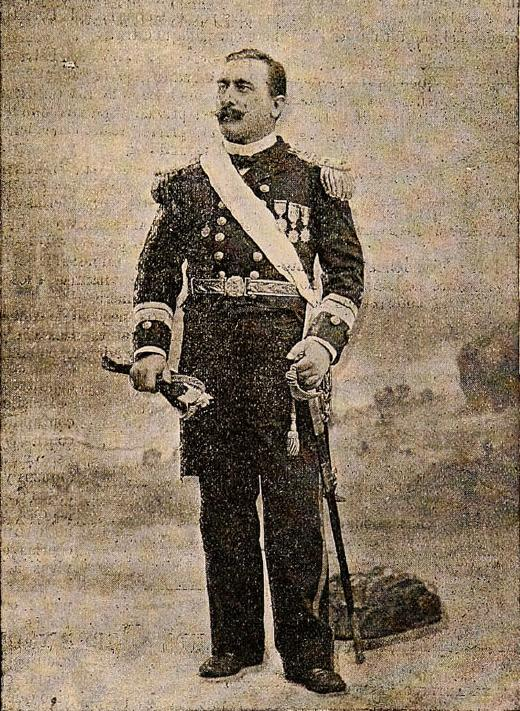
Fernández Vial en 1903.

En mayo de 1903 se proclamó una huelga por parte de los trabajadores ferroviarios y de los estibadores portuarios en la ciudad de Valparaíso, que desencadenó escenas de violencia en la ciudad, llevando incluso a declarar a la ciudad en estado de sitio, a lo que posteriormente, fue designado para internar a los revolucionarios por instrucciones del Presidente de la República, Germán Riesco. Sin embargo, el almirante, ignorando las órdenes, intercedió en favor de los huelguistas ante un tribunal, con tal de zanjar el problema, logrando su objetivo sin derramar una sola gota de sangre. Por ello se ganó la admiración de gran parte de la opinión pública, e incluso un club de fútbol de Concepción, Club Deportivo Ferroviario Internacional de Concepción, fundado en 1897 por obreros ferroviarios, decidió cambiar su nombre el 15 de junio de ese año a Club Deportivo Arturo Fernández Vial. El almirante se mantuvo muy unido al club y apoyó su desarrollo.

### Últimos años
En 1916 se le obligó a su retiro de la Armada. Desde ese momento creó en Santiago organismos sociales de instrucción. Ayudó a la creación de catorce escuelas nocturnas para obreros y varias sociedades de temperancia. Fomentó el atletismo. Fue fundador de la Asociación Atlética Nacional y perteneció a la Acción Cívica y contra el Alcoholismo, y al Consejo de la Junta de Reforma Municipal. También fue conferencista y colaborador de la prensa en asuntos relacionados con el mejoramiento de la raza y de las costumbres.
Falleció en Santiago en 1931.